# Volo Prinair 191
Il volo Prinair 191 era un volo Prinair (Porto Rico International Airlines) dall'aeroporto internazionale Luis Muñoz Marín di San Juan, Porto Rico, all'aeroporto Internazionale di Mercedita di Ponce, sempre in Porto Rico. Intorno alle 23:15 del 24 giugno 1972, l'aereo si schiantò durante il tentativo di atterrare all'aeroporto di Mercedita. Cinque persone persero la vita nell'incidente e le rimanenti rimasero tutte ferite.

## L'aereo e l'equipaggio
Il volo era operato da un de Havilland DH.114 Heron 2B, codice di registrazione N554PR. L'aereo era quasi a pieno carico, con a bordo diciotto passeggeri e un equipaggio di due persone. Il volo era sotto il comando del capitano Donald Price (28), un aviatore molto esperto che aveva accumulato circa 8.300 ore di volo in totale, più di 3.000 delle quali sull'Heron. Il primo ufficiale fu Gary Belejeu (27). Molto meno esperto del capitano, Belejeu aveva registrato circa 1.400 ore di volo totali, di cui 102 sul DH-114.

## Il volo e l'incidente
Il volo proseguì normalmente fino al momento dell'atterraggio. Poiché era notte fonda, la torre di controllo dell'aeroporto Mercedita era chiusa, quindi lo stesso equipaggio di condotta era responsabile dell'autorizzazione all'atterraggio. Subito dopo l'atterraggio sulla pista di Mercedita i piloti decisero di riattaccare. Il pilota ruotò eccessivamente l'aereo mandandolo in stallo a pochi metri dal suolo causando l'incidente; tre passeggeri e i due membri dell'equipaggio di volo morirono, e gli altri quindici passeggeri rimasero feriti, sette gravemente. Anche la fitta nebbia fu un fattore che influì pesantemente.

## L'indagine
L'indagine del National Transportation Safety Board (NTSB) concluse che la probabile causa era la "presenza di un veicolo non autorizzato sulla pista che indusse il pilota a tentare una riattaccata dopo l'atterraggio per evitare una collisione. La manovra comportò una rotazione eccessiva dell'aereo a una velocità troppo bassa per sostenere il volo". Ciò si basava sui resoconti di testimoni oculari di una serie di luci visibili sulla pista all'avvicinarsi del volo 191 e su altri testimoni oculari che raccontarono di un veicolo di proprietà dell'Autorità portuale di Porto Rico parcheggiato poco dopo l'incidente e il conducente che agiva in modo sospetto.
Tre anni dopo l'incidente l'NTSB si trovò costretto a riaprire le indagini sull'incidente dopo aver ricevuto delle segnalazioni secondo cui la persona sospettata di guidare il "veicolo non autorizzato" aveva effettivamente lasciato l'aeroporto circa quindici minuti prima dell'incidente dell'Heron. La seconda indagine concluse che non vi era alcun veicolo aeroportuale sulla pista e che il motivo della riattaccata dell'aeromobile era sconosciuto; è stato emesso un nuovo rapporto, che spiegava le prove sull'ubicazione del veicolo aeroportuale e modificò la Probabile Causa per rimuovere il riferimento a un veicolo in pista.